# Paramusonius affinis
Paramusonius affinis là một loài bọ cánh cứng trong họ Cerambycidae.